# YIVOユダヤ調査研究所
YIVOユダヤ調査研究所（イーヴォユダヤちょうさけんきゅうじょ）は1925年、ユダヤ教文化の一大中心地であったポーランドのヴィルノ（現リトアニア領ヴィリニュス）において、マックス・ヴァインライヒらによりイディッシュ科学研究所（ユダヤ学研究所、Yiddisher Visnshaftlikher Institut）として設立された。ナチスの蛮行を逃れて1940年にアメリカに移ってからは (YIVO)ユダヤ調査研究所（Institute for Jewish Research）を正式な名称とする組織である。YIVOというイニシャルによってよく知られている。
主にヨーロッパ東方のユダヤ人（アシュケナジム系）のイディッシュ語・イディッシュ文化の探求・研究・保存・振興のための機関ということになる。
また、もっとも有力なイディッシュ語のヘブライ文字表記法（正書法、綴字法） en:orthography（「YIVO式」といわれる）を提唱し、またイディッシュ語の辞書編集（編纂） lexicographyを行っている機関でもある。
原稿、稀覯本、日記などを保管している。ニューヨーク本部は100万以上の本を所有し、その他200万以上の保管物品がある。